# Magny-lès-Jussey
Magny-lès-Jussey è un comune francese di 110 abitanti situato nel dipartimento dell'Alta Saona nella regione della Borgogna-Franca Contea.

## Società

### Evoluzione demografica
Abitanti censiti